# فضیله شیتور
فضیله شیتور (انگلیسی: Fadhila Chitour؛ زادهٔ دوم مارس ۱۹۴۲) سیاست‌مدار اهل الجزایر و فعال حقوق بشر است. او عضو باشگاه باب‌الکود الجزیره بود. در یک خانواده انقلابی متولد شد. فضیله شیتور دختر احمد شیتور و نوه علی می‌باشد.

## زندگی‌نامه
فضیله در دبیرستان ژول فری تحصیل کرد. جایی که پدرش در آنجا حقوق خواند. فضیله از سن شش سالگی تا دوره کارشناسی زبان فرانسوی خواند؛ و از آن پس تصمیم گرفت پزشک شود. البته خیلی به فلسفه علاقه داشت، او گفت، حس می‌کنم نیاز داشتم به‌طور مؤثری متمرکز شوم روی انرژی‌گذاری و ساختن کشورم. به این منظور نیاز داشتم به حرفه پزشکی و اینکه وقتم را صرف کمک به دیگران بکنم، انتخابی که از آن پشیمان نیستم، زیرا به انجام این کار اشتیاق داشتم.
ازسال ۱۹۸۸ تا ۱۹۹۰ او رئیس کمیته پزشکان علیه شکنجه بود. قبل از این که تصمیم بگیرد به تأسیس عفو بین‌الملل در الجزایر کمک کند، یک فمینیست بود که از سال ۱۹۹۱ تا ۱۹۹۳ ریاست عفو بین‌الملل را برعهده داشت. او شبکه واسیلا را برای مقابله با خشونت علیه زنان و کودکان تأسیس کرد. او ازسال ۲۰۰۰ تا ۲۰۰۹ در سمت معاون عفو بین‌الملل در الجزایر خدمت کرد.